# Theoderich von Konstanz
Theoderich von Konstanz (1044 erstmals erwähnt; † 22. Juni 1051) war von 1047 bis 1051 Bischof von Konstanz.

## Leben und Wirken
Das Geburtsdatum Theoderichs von Konstanz ist ebenso unbekannt wie seine familiäre Herkunft. Erstmals erwähnt wird er im Jahre 1044. Theoderich wurde an der Konstanzer Domschule erzogen und gehörte zunächst dem Konstanzer Domkapitel an, bevor er nach Worms gelangte. Dort wurde er Domherr und Propst von St. Andreas.
1044 wurde er von König Heinrich III. zum Erzkaplan ernannt, leitete die Hofkapelle und war bis 1046 Kanzler der königlichen Kanzlei. Im Januar 1047 wurde er von Heinrich III. in Rom zum Bischof ernannt und wohnte der Heiligsprechung der Märtyrerin und Klausnerin Wiborada bei, die 926 während eines Ungarneinfalls den Märtyrertod erlitten hatte.
Am 24. April 1048, am Vorabend des Markusfestes, weihte Theoderich, auf Anweisung und im Beisein von Heinrich III., die durch Abt Bern als Querhaus neu erbaute Basilika des heiligen Markus im Westteil der Abteikirche des Klosters Reichenau ein.  Im Oktober 1049 nahm er außerdem an der von Papst Leo IX. und Kaiser Heinrich III. einberufenen Mainzer Synode teil.
Theoderich verstarb am 22. Juni 1051 und fand in der St. Stephanskirche in Konstanz, mit der sich besonders verbunden fühlte und die er auch reich ausgestattet hatte, seine letzte Ruhestätte.